# Survivor Québec 2023
 (juin 2023).
La mise en forme du texte ne suit pas les recommandations de Wikipédia : il faut le « wikifier ».
Les points d'amélioration suivants sont les cas les plus fréquents. Le détail des points à revoir est peut-être précisé sur la page de discussion.
- Les titres sont pré-formatés par le logiciel. Ils ne sont ni en capitales, ni en gras.
- Le texte ne doit pas être écrit en capitales (les noms de famille non plus), ni en gras, ni en italique, ni en « petit »…
- Le gras n'est utilisé que pour surligner le titre de l'article dans l'introduction, une seule fois.
- L'italique est rarement utilisé : mots en langue étrangère, titres d'œuvres, noms de bateaux, etc.
- Les citations ne sont pas en italique mais en corps de texte normal. Elles sont entourées par des guillemets français : « et ».
- Les listes à puces sont à éviter, des paragraphes rédigés étant largement préférés. Les tableaux sont à réserver à la présentation de données structurées (résultats, etc.).
- Les appels de note de bas de page (petits chiffres en exposant, introduits par l'outil «  Source ») sont à placer entre la fin de phrase et le point final[comme ça].
- Les liens internes (vers d'autres articles de Wikipédia) sont à choisir avec parcimonie. Créez des liens vers des articles approfondissant le sujet. Les termes génériques sans rapport avec le sujet sont à éviter, ainsi que les répétitions de liens vers un même terme.
- Les liens externes sont à placer uniquement dans une section « Liens externes », à la fin de l'article. Ces liens sont à choisir avec parcimonie suivant les règles définies. Si un lien sert de source à l'article, son insertion dans le texte est à faire par les notes de bas de page.
- La présentation des références doit suivre les conventions bibliographiques. Il est recommandé d'utiliser les modèles {{Ouvrage}}, {{Chapitre}}, {{Article}}, {{Lien web}} et/ou {{Bibliographie}}. Le mode d'édition visuel peut mettre en forme automatiquement les références.
- Insérer une infobox (cadre d'informations à droite) n'est pas obligatoire pour parachever la mise en page.

Pour une aide détaillée, merci de consulter Aide:Wikification.
Si vous pensez que ces points ont été résolus, vous pouvez retirer ce bandeau et améliorer la mise en forme d'un autre article.
Chronologie
2024
Survivor Québec 2023 est la première saison de l'adaptation québécoise de la célèbre télé-réalité Survivor .Cette saison se compose de vingt candidats, séparés en deux tribus de dix, s'affrontant pour survivre et éviter l'élimination. Après 44 jours, l'un d'entre eux sera couronné l'unique Survivant et remportera le grand prix de 100 000 $,. La saison est animée par Patrice Bélanger et diffusée sur Noovo,,. Elle a débuté le 2 avril 2023 et s'est terminée le 18 juin de la même année. Une deuxième partie, Survivor en prolongation, est animée par Benoît Gagnon et est diffusée directement après l'épisode du dimanche. Cette première saison a été remportée par Nicolas Brunette, 24 ans, de Gatineau, remportant un chèque de 100 000 $.

## Candidats
| Candidat                                                  | Tribu     | Tribu                 | Tribu                | Tribu                 | Finalité               | Finalité                                                       |
| Candidat                                                  | Originale | Échange               | Remaniement          | Fusion                | Jeu principal          | Île de la rédemption                                           |
| --------------------------------------------------------- | --------- | --------------------- | -------------------- | --------------------- | ---------------------- | -------------------------------------------------------------- |
| Martin Cousineau 52 ans, Saint-Jean-sur-Richelieu         | Kalooban  |                       |                      |                       | 1er évincé au jour 3   |                                                                |
| Simon Paradis-Lacroix 21 ans, Québec                      | Tiyaga    | 2e évincé au jour 6   |                      |                       |                        |                                                                |
| Vicky Côté Pierre 42 ans, Gatineau                        | Kalooban  | 3e évincée au jour 7  |                      |                       |                        |                                                                |
| Isabelle Gagnon 52 ans, Terrebonne                        | Tiyaga\|  | 4e évincée au jour 10 |                      |                       |                        |                                                                |
| Sylvain Béland (Retourné au jeu)                          | Kalooban  | Tiyaga                | 5e évincé au jour 11 |                       |                        |                                                                |
| Johannie Thériault 38 ans, Anse-Bleue (Nouveau-Brunswick) | Tiyaga    | Tiyaga                | Abandon au jour 14   |                       |                        |                                                                |
| Denis Potapov 33 ans, Varennes                            | Kalooban  | Kalooban              | 6e évincé au jour 15 |                       |                        |                                                                |
| Marika Guay 23 ans, Trois-Rivières                        | Tiyaga    | Tiyaga                | Tiyaga               | 7e évincée au jour 18 |                        |                                                                |
| Pierre-Alexandre Guillot 43 ans, Drummondville            | Kalooban  | Kalooban              | Kalooban             | Exclus au jour 19     |                        |                                                                |
| Martine Larose Reda 47 ans, Lorraine                      | Kalooban  | Kalooban              | Tiyaga               | 8e évincée au jour 20 |                        |                                                                |
| Sylvain Béland 41 ans, Gatineau                           | Kalooban  | Tiyaga                | Kalooban             | Pag-asa               | 9e évincé au jour 23   | Défaite au 4e affrontement 4e membre du jury au jour 38        |
| Nicolas Brunette (Retourné au jeu)                        | Kalooban  | Kalooban              | Kalooban             | Pag-asa               | 10e évincé au jour 23  | Victoire au 4e affrontement Retour au jeu principal au jour 38 |
| Marcus "Sango" Bien-Aimé 28 ans, Saint-Hubert             | Tiyaga    | Tiyaga                | Tiyaga               | Pag-asa               | 11e évincé au jour 26  | Défaite au 1er affrontement 1er membre du jury au jour 28      |
| Joël Dandurand 29 ans, Saint-Jean-sur-Richelieu           | Tiyaga    | Tiyaga                | Kalooban             | Pag-asa               | 12e évincé au jour 30  | Défaite au 2e affrontement 2e membre du jury au jour 31        |
| Maryse Lauzon 27 ans, Montréal                            | Kalooban  | Kalooban              | Kalooban             | Pag-asa               | 13e évincée au jour 34 | Défaite au 3e affrontement 3e membre du jury au jour 35        |
| Sandrine Fortier 25 ans, Trois-Rivières                   | Tiyaga    | Tiyaga                | Kalooban             | Pag-asa               | 14e évincée au jour 37 | Défaite au 4e affrontement 5e membre du jury au jour 38        |
| Jean-Junior Morin 41 ans, Victoriaville                   | Tiyaga    | Tiyaga                | Tiyaga               | Pag-asa               | 15e évincé au jour 41  |                                                                |
| Justine Turpin 25 ans, Gatineau                           | Kalooban  | Kalooban              | Kalooban             | Pag-asa               | 16e évincée au jour 42 |                                                                |
| Karine Lavigne-Fortin 37 ans, Chelsea                     | Kalooban  | Kalooban              | Tiyaga               | Pag-asa               | 17e évincée au jour 43 |                                                                |
| Christophe Tiffet 40 ans, Boisbriand                      | Tiyaga    | Tiyaga                | Tiyaga               | Pag-asa               | Finaliste              |                                                                |
| Kimberly Fortin 25 ans, Mascouche                         | Tiyaga    | Tiyaga                | Kalooban             | Pag-asa               | Finaliste              |                                                                |
| Nicolas Brunette 24 ans, Gatineau                         | Kalooban  | Kalooban              | Kalooban             | Pag-asa               | Grand gagnant          |                                                                |

## Challenges[8][sourceinsuffisante]
| Date de diffusion | Type de challenge                 | Vainqueur | Récompense |
| ----------------- | --------------------------------- | --- | --- |
| 2 avril 2023      | Récompense                        | Tiyaga | Éléments pris sur le bateau de départ (riz, briquet et autres aliments) |
| 2 avril 2023      | Immunité                          | Tiyaga | |
| 3 avril 2023      | Récompense                        | Tiyaga | Équipement de pêche |
| 6 avril 2023      | Immunité                          | Kalooban | |
| 9 avril 2023      | Immunité et récompense            | Tiyaga | Articles de confort pour l'île (chaises, hamac, couvertures et oreillers) |
| 10 avril 2023     | Récompense                        | Tiyaga | Café, beignes, brownies et biscuits |
| 13 avril 2023     | Immunité                          | Kalooban | |
| 16 avril 2023     | Immunité                          | Tiyaga | |
| 17 avril 2023     | Récompense                        | Tiyaga | 2 candidats sont choisis pour aller sur l'île de la tribu adverse, afin de pouvoir y voler jusqu'à 3 objets |
| 20 avril 2023     | Immunité                          | Kalooban | |
| 23 avril 2023     | Immunité                          | Tiyaga | |
| 25 avril 2023     | Récompense                        | Tiyaga | Repas de spaghetti et de pizza |
| 27 avril 2023     | Immunité                          | Kalooban | |
| 30 avril 2023     | Récompense et immunité            | Kalooban | Poisson et légumes |
| 1er mai 2023      | Récompense                        | Tiyaga | Une douche en pleine nature, venant avec du shampoing et des brosses à dents |
| 4 mai 2023        | Récompense                        | Tiyaga | Une bâche pour l'abri, des serviettes et du papier de toilette |
| 7 mai 2023        | Immunité                          | Joël | |
| 8 mai 2023        | Immunité                          | Maryse | |
| 9 mai 2023        | Récompense                        | Jean-Junior, Maryse, Sandrine et Sango | Voyage à bateau avec repas BBQ |
| 11 mai 2023       | Encan Survivor                    | Dans l'encan Survivor, chaque candidat avait droit à 1000 pesos (la monnaie des Phillipines), à échanger contre des articles que leur proposait Patrice. Cela pouvait être des avantages pour le jeu ou des récompenses de nourriture. | Dans l'encan Survivor, chaque candidat avait droit à 1000 pesos (la monnaie des Phillipines), à échanger contre des articles que leur proposait Patrice. Cela pouvait être des avantages pour le jeu ou des récompenses de nourriture. |
| 14 mai 2023       | Immunité                          | Jean-Junior | |
| 16 mai 2023       | Île de la rédemption              | Nicolas et Sylvain | |
| 17 mai 2023       | Récompense                        | Christophe (avec Jean-Junior et Sandrine) | Repos aux chutes d'eau avec fruits et jus |
| 21 mai 2023       | Immunité                          | Kimberly | |
| 23 mai 2023       | Île de la rédemption              | Nicolas et Sylvain | |
| 24 mai 2023       | Récompense                        | Maryse | Restaurant Chez Patrice : Maryse a la tâche d'attribuer les plats entre les candidats, du meilleur plat jusqu'au moins intéressant. |
| 25 mai 2023       | Récompense (Île de la rédemption) | Tous | Une poule pondeuse en cage |
| 28 mai 2023       | Immunité                          | Jean-Junior | |
| 30 mai 2023       | Île de la rédemption              | Nicolas et Sylvain | |
| 1er juin 2023     | Récompense                        | Karine (avec Jean-Junior et Christophe) | Les trois candidats ont droit à un repas avec leurs proches, venus leur rendre visite aux Phillipines. |
| 4 juin 2023       | Immunité                          | Christophe | |
| 6 juin 2023       | Île de la rédemption              | Nicolas | Retour au jeu principal |
| 7 juin 2023       | Récompense                        | Jean-Junior (avec Karine et Kimberly) | Brunch déjeuner |
| 11 juin 2023      | Immunité                          | Karine | |
| 12 juin 2023      | Immunité                          | Karine | |
| 14 juin 2023      | Immunité                          | Nicolas | |

## Historique des votes
| Tribus originales | Tribus originales | Tribus originales | Tribus originales | Tribus originales | Tribus originales | Tribus originales | Tribus originales |
|                   | Jour 3            | Jour 6            | Jour 7            | Jour 10           | Jour 11           | Jour 14           | Jour 15           |
| ----------------- | ----------------- | ----------------- | ----------------- | ----------------- | ----------------- | ----------------- | ----------------- |
| Éliminé(e)        | Martin            | Simon             | Vicky             | Isabelle          | Sylvain           | Johannie          | Denis             |
| Votes             | 9-1               | 9-1               | 6-3               | 5-3-1             | 6-2               | Abandon           | 3-2-2             |
| Candidat          | Vote              | Vote              | Vote              | Vote              | Vote              | Vote              | Vote              |
| Kimberly          |                   | Simon             |                   | Isabelle          |                   |                   |                   |
| Nicolas           | Martin            |                   | Vicky             |                   | Sylvain           |                   | Martine           |
| Christophe        |                   | Simon             |                   | Johannie          |                   |                   |                   |
| Karine            | Martin            |                   | Vicky             |                   | Sylvain           |                   | Denis             |
| Justine           | Martin            |                   | Vicky             |                   | Sylvain           |                   | Martine           |
| Jean-Junior       |                   | Simon             |                   | Johannie          |                   |                   |                   |
| Sandrine          |                   | Simon             |                   | Isabelle          |                   |                   |                   |
| Maryse            | Martin            |                   | Vicky             |                   | Nicolas           |                   | Denis             |
| Joël              |                   | Simon             |                   | Isabelle          |                   |                   |                   |
| Sango             |                   | Simon             |                   | Johannie          |                   |                   |                   |
| Sylvain           | Martin            |                   | Justine           |                   | Nicolas           |                   | Aucun             |
| Martine           | Martin            |                   | Vicky             |                   | Sylvain           |                   | Maryse            |
| Pierre-Alexandre  | Martin            |                   | Justine           |                   | Sylvain           |                   | Denis             |
| Marika            |                   | Simon             |                   | Isabelle          |                   |                   |                   |
| Denis             | Martin            |                   | Vicky             |                   | Sylvain           |                   | Maryse            |
| Johannie          |                   | Simon             |                   | Isabelle          |                   |                   |                   |
| Isabelle          |                   | Simon             |                   | Sango             |                   |                   |                   |
| Vicky             | Martin            |                   | Justine           |                   |                   |                   |                   |
| Simon             |                   | Christophe        |                   |                   |                   |                   |                   |
| Martin            | Vicky             |                   |                   |                   |                   |                   |                   |

| Tribus remaniées | Tribus remaniées | Tribus remaniées |
|                  | Jour 18          | Jour 20          |
| ---------------- | ---------------- | ---------------- |
| Éliminée         | Marika           | Martine          |
| Votes            | 4-3              | 5-1              |
| Candidat         | Vote             | Vote             |
| Christophe       | Marika           | Martine          |
| Karine           | Marika           | Martine          |
| Jean-Junior      | Marika           | Martine          |
| Maryse           | Christophe       | Martine          |
| Sango            | Marika           | Martine          |
| Martine          | Christophe       | Maryse           |
| Marika           | Christophe       |                  |

| Tribus fusionnées | Tribus fusionnées | Tribus fusionnées | Tribus fusionnées | Tribus fusionnées | Tribus fusionnées | Tribus fusionnées | Tribus fusionnées | Tribus fusionnées | Tribus fusionnées | Tribus fusionnées |
|                   | Jour 23           | Jour 23           | Jour 26           | Jour 30           | Jour 30           | Jour 34           | Jour 37           | Jour 41           | Jour 42           | Jour 43           |
| ----------------- | ----------------- | ----------------- | ----------------- | ----------------- | ----------------- | ----------------- | ----------------- | ----------------- | ----------------- | ----------------- |
| Éliminé(e)        | Sylvain           | Nicolas           | Sango             | Joël              | Joël              | Maryse            | Sandrine          | Jean-Junior       | Justine           | Karine            |
| Votes             | 5-3-3             | 2-0-0             | 5-4               | 4-2-2-1           | 4-2-2-1           | 4-3               | 4-2               | 3-1-0             | 3-1               | 3-1               |
| Candidat          | Vote              | Vote              | Vote              | Vote              | Vote              | Vote              | Vote              | Vote              | Vote              | Vote              |
| Nicolas           | Kimberly          | Joël              | [ note 7 ]        | [ note 7 ]        | [ note 7 ]        | [ note 7 ]        | [ note 7 ]        | Jean-Junior       | Justine           | Karine            |
| Christophe        | Nicolas           | Nicolas           | Sango             | Joël              | Joël              | Maryse            | Sandrine          | Jean-Junior       | Justine           | Karine            |
| Kimberly          | Sylvain           | Joël              | Sango             | Joël              | Joël              | Maryse            | Sandrine          | Jean-Junior       | Justine           | Karine            |
| Karine            | Sylvain           | Joël              | Sango             | Sandrine          | Sandrine          | Sandrine          | Justine           | Christophe        | Aucun             | Kimberly          |
| Justine           | Sylvain           | Joël              | Sango             | Joël              | Joël              | Sandrine          | Sandrine          | Christophe        | Christophe        | Jury              |
| Jean-Junior       | Sylvain           | Nicolas           | Sango             | Joël              | Joël              | Maryse            | Sandrine          | Nicolas           | Jury              | Jury              |
| Sandrine          | Sylvain           | Joël              | Christophe        | Christophe        | Christophe        | Maryse            | Justine           | Jury              | Jury              | Jury              |
| Maryse            | Nicolas           | Joël              | Christophe        | Karine            | Karine            | Sandrine          | Jury              | Jury              | Jury              | Jury              |
| Joël              | Kimberly          | Kimberly          | Christophe        | Karine            | Karine            | Jury              | Jury              | Jury              | Jury              | Jury              |
| Sango             | Nicolas           | Joël              | Christophe        | Jury              | Jury              | Jury              | Jury              | Jury              | Jury              | Jury              |
| Sylvain           | Kimberly          | Jury              | Jury              | Jury              | Jury              | Jury              | Jury              | Jury              | Jury              | Jury              |

| Finale      | Finale     |
| ----------- | ---------- |
| Gagnant     | Nicolas    |
| Votes       | 6-1-1      |
| Juré        | Vote       |
| Karine      | Nicolas    |
| Justine     | Nicolas    |
| Jean-Junior | Christophe |
| Sandrine    | Nicolas    |
| Sylvain     | Kimberly   |
| Maryse      | Nicolas    |
| Joël        | Nicolas    |
| Sango       | Nicolas    |